# فيلودوس مخاطي
الفيلودوس المخاطي (الاسم العلمي:Phyllodoce mucosa) هو نوع من الحلقيات يتبع جنس الفيلودوس من فصيلة الفيلودوسات.